# 選抜高等学校野球大会 (山形県勢)
選抜高等学校野球大会（いわゆる「春の甲子園」「センバツ」）においての山形県勢の成績について記す。

## 概要
山形県勢は戦前の選抜中等学校野球大会のみならず、戦後の選抜高等学校野球大会にも長い間出場できなかった。初出場は1973年の日大山形であり、これは47都道府県で最も遅い初出場の県であった（即ち、山形県の初出場によって空白県が無くなった）。その大会で、境に5－2で勝利し、47都道府県で最も遅い選抜大会初勝利の県を記録した。出場回数は少ないが、初戦敗退が多くない事も手伝って勝率は東北6県の中でも高い。2005年には羽黒が並み居る強豪を次々に撃破し、ベスト4入りを果たした。

## 大会結果
| 大会                 | 選出校                             | 試合結果 | 試合結果                    | 成績     |
| -------------------- | ---------------------------------- | -------- | --------------------------- | -------- |
| 1973年（第45回大会） | 日大山形（初出場）                 | 1回戦    | ○ 5 - 2 境                  | 2回戦    |
| 1973年（第45回大会） | 日大山形（初出場）                 | 2回戦    | ● 1 - 12 天理               | 2回戦    |
| 1975年（第47回大会） | 日大山形（2年ぶり2回目）           | 1回戦    | ○ 5 - 0 初芝                | 2回戦    |
| 1975年（第47回大会） | 日大山形（2年ぶり2回目）           | 2回戦    | ● 2 - 4 豊見城              | 2回戦    |
| 1977年（第49回大会） | 酒田東（初出場）                   | 1回戦    | ● 0 - 10 豊見城             | 初戦敗退 |
| 1979年（第51回大会） | 鶴商学園（初出場）                 | 1回戦    | ○ 5 - 2 天理                | 2回戦    |
| 1979年（第51回大会） | 鶴商学園（初出場）                 | 2回戦    | ● 0 - 5 池田                | 2回戦    |
| 1982年（第54回大会） | 日大山形（7年ぶり3回目）           | 1回戦    | ○ 4 - 1 星稜                | 2回戦    |
| 1982年（第54回大会） | 日大山形（7年ぶり3回目）           | 2回戦    | ● 3 - 5 尾道商              | 2回戦    |
| 1986年（第58回大会） | 東海大山形（初出場）               | 1回戦    | ● 1 - 7 松商学園            | 初戦敗退 |
| 1988年（第60回大会） | 東海大山形（2年連続2回目）         | 2回戦    | ● 0 - 1x 倉吉東             | 初戦敗退 |
| 2002年（第74回大会） | 酒田南（初出場）                   | 1回戦    | ● 5 - 7 鳴門工              | 初戦敗退 |
| 2004年（第76回大会） | 東海大山形（16年ぶり3回目）        | 1回戦    | ○ 3 - 2 報徳学園            | ベスト8  |
| 2004年（第76回大会） | 東海大山形（16年ぶり3回目）        | 2回戦    | ○ 6 - 1 金沢                | ベスト8  |
| 2004年（第76回大会） | 東海大山形（16年ぶり3回目）        | 準々決勝 | ● 6 - 11 明徳義塾           | ベスト8  |
| 2005年（第77回大会） | 羽黒（初出場）                     | 1回戦    | ○ 2x - 1 八幡商（延長12回） | ベスト4  |
| 2005年（第77回大会） | 羽黒（初出場）                     | 2回戦    | ○ 8 - 2 如水館              | ベスト4  |
| 2005年（第77回大会） | 羽黒（初出場）                     | 準々決勝 | ○ 5 - 1 東邦                | ベスト4  |
| 2005年（第77回大会） | 羽黒（初出場）                     | 準決勝   | ● 0 - 4 神村学園            | ベスト4  |
| 2010年（第82回大会） | 山形中央（21世紀枠・初出場）       | 1回戦    | ● 4 - 14 日大三             | 初戦敗退 |
| 2013年（第85回大会） | 山形中央（東北絆枠・3年ぶり2回目） | 2回戦    | ○ 6 - 2 岩国商              | 3回戦    |
| 2013年（第85回大会） | 山形中央（東北絆枠・3年ぶり2回目） | 3回戦    | ● 1 - 11 浦和学院           | 3回戦    |
| 2018年（第90回大会） | 日大山形（36年ぶり4回目）          | 2回戦    | ● 3 - 5 智弁学園            | 初戦敗退 |
| 2020年（第92回大会） | 鶴岡東（41年ぶり2回目）            | 交流試合 | ○ 5 - 3 日本航空石川        | （中止） |

## 学校別成績
県勢の選抜大会での通算成績は10勝13敗。勝率4割3分5厘。4強1回，8強1回。
- 2024年選抜終了時点（前身校時代も含む）

|   | 校名       | 出場回数(回) | 選抜成績 | 初出場年(年) | 最終出場(年) | 最高成績 | 前身     |
| - | ---------- | ------------ | -------- | ------------ | ------------ | -------- | -------- |
| 1 | 日大山形   | 4            | 3勝4敗   | 1973         | 2018         | 2回戦    |          |
| 2 | 東海大山形 | 3            | 2勝3敗   | 1986         | 2004         | ベスト8  |          |
| 3 | 山形中央   | 2            | 1勝2敗   | 2010         | 2013         | 3回戦    |          |
| 4 | 鶴岡東     | 2            | 1勝1敗   | 1979         | 2020         | 2回戦    | 鶴商学園 |
| 5 | 羽黒       | 1            | 3勝1敗   | 2005         | 2005         | ベスト4  |          |
| 6 | 酒田東     | 1            | 0勝1敗   | 1977         | 1977         | 初戦敗退 |          |
| 7 | 酒田南     | 1            | 0勝1敗   | 2002         | 2002         | 初戦敗退 |          |
| - | 山形県     | 13           | 10勝13敗 | 1973         | 2018         | ベスト4  |          |